# Transparent (Fernsehserie)/Episodenliste
Diese Episodenliste enthält alle Episoden der US-amerikanischen Dramaserie Transparent, sortiert nach der US-amerikanischen Erstveröffentlichung. Die Serie umfasst derzeit vier Staffeln mit 40 Episoden.

## Übersicht
| Staffel | Episodenanzahl | Erstveröffentlichung USA | Erstveröffentlichung USA | Deutschsprachige Erstveröffentlichung |
| Staffel | Episodenanzahl | Staffelpremiere          | Staffelfinale            | Deutschsprachige Erstveröffentlichung |
| ------- | -------------- | ------------------------ | ------------------------ | ------------------------------------- |
| 1       | 10             | 6. Februar 2014          | 26. September 2014       | 10. April 2015                        |
| 2       | 10             | 30. November 2015        | 11. Dezember 2015        | 29. Januar 2016                       |
| 3       | 10             | 23. September 2016       | 23. September 2016       | 23. September 2016                    |
| 4       | 10             | 21. September 2017       | 21. September 2017       | 3. November 2017                      |

## Staffel 1
Die erste Folge der ersten Staffel wurde in den USA am 6. Februar 2014 auf Amazon Instant Video per Streaming veröffentlicht. Die restlichen neun Folgen der Staffel folgten am 26. September 2014. Die deutschsprachige Erstveröffentlichung fand am 10. April 2015 auf Amazon Instant Video per Streaming statt.
| Nr. (ges.) | Nr. (St.) | Deutscher Titel                  | Originaltitel                | Erstausstrahlung USA | Deutschsprachige Erstausstrahlung (D) | Regie         | Drehbuch                             |
| ---------- | --------- | -------------------------------- | ---------------------------- | -------------------- | ------------------------------------- | ------------- | ------------------------------------ |
| 1          | 1         | Pilot                            | Pilot                        | 6. Feb. 2014         | 10. Apr. 2015                         | Jill Soloway  | Jill Soloway                         |
| 2          | 2         | Loslassen                        | The Letting Go               | 26. Sep. 2014        | 10. Apr. 2015                         | Jill Soloway  | Jill Soloway                         |
| 3          | 3         | In Bewegung                      | Rollin                       | 26. Sep. 2014        | 10. Apr. 2015                         | Jill Soloway  | Bridget Bedard                       |
| 4          | 4         | Mapa                             | Moppa                        | 26. Sep. 2014        | 10. Apr. 2015                         | Nisha Ganatra | Micah Fitzerman-Blue & Noah Harpster |
| 5          | 5         | Der Keil                         | Wedge                        | 26. Sep. 2014        | 10. Apr. 2015                         | Nisha Ganatra | Ali Liebegott                        |
| 6          | 6         | Wildnis                          | The Wilderness               | 26. Sep. 2014        | 10. Apr. 2015                         | Jill Soloway  | Ethan Kuperberg                      |
| 7          | 7         | Archetyp                         | Symbolic Exemplar            | 26. Sep. 2014        | 10. Apr. 2015                         | Jill Soloway  | Faith Soloway                        |
| 8          | 8         | Beste Frau                       | Best New Girl                | 26. Sep. 2014        | 10. Apr. 2015                         | Jill Soloway  | Bridget Bedard                       |
| 9          | 9         | Aufschauen                       | Looking Up                   | 26. Sep. 2014        | 10. Apr. 2015                         | Nisha Ganatra | Micah Fitzerman-Blue & Noah Harpster |
| 10         | 10        | Warum verdecken wir die Spiegel? | Why Do We Cover the Mirrors? | 26. Sep. 2014        | 10. Apr. 2015                         | Jill Soloway  | Jill Soloway                         |

## Staffel 2
Die erste Folge der zweiten Staffel wurde in den USA am 30. November 2015 auf Amazon Video per Streaming veröffentlicht. Die restlichen neun Folgen der Staffel folgten am 11. Dezember 2015. Die deutschsprachige Erstveröffentlichung fand am 29. Januar 2016 auf Amazon Video per Streaming statt.
| Nr. (ges.) | Nr. (St.) | Deutscher Titel              | Originaltitel             | Erstausstrahlung USA | Deutschsprachige Erstausstrahlung (D) | Regie           | Drehbuch                             |
| ---------- | --------- | ---------------------------- | ------------------------- | -------------------- | ------------------------------------- | --------------- | ------------------------------------ |
| 11         | 1         | Im Augen des Bösen           | Kina Hora                 | 30. Nov. 2015        | 29. Jan. 2016                         | Jill Soloway    | Jill Soloway                         |
| 12         | 2         | Flicky-Flicky Summ-Summ      | Flicky-Flicky Thump-Thump | 11. Dez. 2015        | 29. Jan. 2016                         | Jill Soloway    | Micah Fitzerman-Blue & Noah Harpster |
| 13         | 3         | Schwierige Leute             | New World Coming          | 11. Dez. 2015        | 29. Jan. 2016                         | Marielle Heller | Faith Soloway                        |
| 14         | 4         | Kirschblüten                 | Cherry Blossoms           | 11. Dez. 2015        | 29. Jan. 2016                         | Jill Soloway    | Arabella Anderson                    |
| 15         | 5         | Omama                        | Mee-Maw                   | 11. Dez. 2015        | 29. Jan. 2016                         | Stacie Passion  | Our Lady J                           |
| 16         | 6         | Verwundbar                   | Bulnerable                | 11. Dez. 2015        | 29. Jan. 2016                         | Silas Howard    | Bridget Bedard                       |
| 17         | 7         | Das Buch des Lebens          | The Book of Life          | 11. Dez. 2015        | 29. Jan. 2016                         | Jim Frohna      | Ethan Kuperberg                      |
| 18         | 8         | Vibrationen                  | Oscilate                  | 11. Dez. 2015        | 29. Jan. 2016                         | Andrea Arnold   | Bridget Bedard                       |
| 19         | 9         | Mann im Revier               | Man on the Land           | 11. Dez. 2015        | 29. Jan. 2016                         | Jill Soloway    | Ali Liebegott                        |
| 20         | 10        | Grau, Grün, Braun und Kupfer | Grey Green Brown & Copper | 11. Dez. 2015        | 29. Jan. 2016                         | Andrea Arnold   | Micah Fitzerman-Blue & Noah Harpster |

## Staffel 3
Am 25. Juni 2015 wurde die Serie von Amazon Video um eine dritte Staffel verlängert, die in den USA und Deutschland zeitgleich am 23. September 2016 startete.
| Nr. (ges.) | Nr. (St.) | Deutscher Titel   | Originaltitel               | Erstausstrahlung USA | Deutschsprachige Erstausstrahlung (D) | Regie             | Drehbuch                             |
| ---------- | --------- | ----------------- | --------------------------- | -------------------- | ------------------------------------- | ----------------- | ------------------------------------ |
| 21         | 1         | Odyssee           | Elizah                      | 23. Sep. 2016        | 23. Sep. 2016                         | Jill Soloway      | Ethan Kuperberg                      |
| 22         | 2         | Neue Wege         | When the Battle Is Over     | 23. Sep. 2016        | 23. Sep. 2016                         | Silas Howard      | Jessi Klein                          |
| 23         | 3         | Nacho             | To Sardines and back        | 23. Sep. 2016        | 23. Sep. 2016                         | Jill Soloway      | Faith & Jill Soloway                 |
| 24         | 4         | Hineni            | Just the Facts              | 23. Sep. 2016        | 23. Sep. 2016                         | Silas Howard      | Micah Fiterzman-Blue & Noah Harpster |
| 25         | 5         | 36 Menschen       | Oh Holy Night               | 23. Sep. 2016        | 23. Sep. 2016                         | Stacie Passion    | Micah Fiterzman-Blue & Noah Harpster |
| 26         | 6         | Eine andere Welt  | The Open Road               | 23. Sep. 2016        | 23. Sep. 2016                         | Jill Soloway      | Bridget Bedard                       |
| 27         | 7         | Kult und Sühne    | Life Sucks and Then You Die | 23. Sep. 2016        | 23. Sep. 2016                         | Shira Piven       | Ali Liebegott                        |
| 28         | 8         | Weichenstellungen | If I Were a Bell            | 23. Sep. 2016        | 23. Sep. 2016                         | Andrea Arnold     | Our Lady J                           |
| 29         | 9         | Aus dem Raster    | Off the Grid                | 23. Sep. 2016        | 23. Sep. 2016                         | So Yong Kim       | Bridget Bedard & Stephanie Kornick   |
| 30         | 10        | Aufregend und neu | Exciting and New            | 23. Sep. 2016        | 23. Sep. 2016                         | Martha Cunningham | Faith & Jill Soloway                 |

## Staffel 4
Ende Mai 2016 wurde die Serie von Amazon Video um eine vierte Staffel verlängert, die in den USA am 21. September 2017 startete. Die deutschsprachige Erstveröffentlichung fand am 3. November 2017 auf Amazon Video per Streaming statt.
| Nr. (ges.) | Nr. (St.) | Deutscher Titel     | Originaltitel                        | Erstausstrahlung USA | Deutschsprachige Erstausstrahlung (D) | Regie               | Drehbuch          |
| ---------- | --------- | ------------------- | ------------------------------------ | -------------------- | ------------------------------------- | ------------------- | ----------------- |
| 31         | 1         | Feste Bestellungen  | Standing Order                       | 21. Sep. 2017        | 3. Nov. 2017                          | Jill Soloway        | Faith Soloway     |
| 32         | 2         | Anomalie im Schritt | Groin Anomaly                        | 21. Sep. 2017        | 3. Nov. 2017                          | Allison Liddi-Brown | Ali Liebegott     |
| 33         | 3         | Kids on top         | Pinkwashing Machine                  | 21. Sep. 2017        | 3. Nov. 2017                          | Allison Liddi-Brown | Our Lady J        |
| 34         | 4         | Cool Guy            | Cool Guy                             | 21. Sep. 2017        | 3. Nov. 2017                          | Sarah Gavron        | Gabe Liedman      |
| 35         | 5         | Wiedergeburt        | Born Again                           | 21. Sep. 2017        | 3. Nov. 2017                          | Marta Cunningham    | Stephanie Kornick |
| 36         | 6         | Das gelobte Land    | I Never Promised You a Promised Land | 21. Sep. 2017        | 3. Nov. 2017                          | Jim Frohna          | Bridget Bedard    |
| 37         | 7         | Enthüllungen        | Babar the Borrible                   | 21. Sep. 2017        | 3. Nov. 2017                          | Gaby Hoffmann       | Ali Liebegott     |
| 38         | 8         | Desert Eagle        | Desert Eagle                         | 21. Sep. 2017        | 3. Nov. 2017                          | Andrea Arnold       | Ethan Kuperberg   |
| 39         | 9         | Xier unterwegs      | They Is on the Way                   | 21. Sep. 2017        | 3. Nov. 2017                          | Jill Soloway        | Bridget Bedard    |
| 40         | 10        | Hausgäste           | House Call                           | 21. Sep. 2017        | 3. Nov. 2017                          | Rhys Ernst          | Ethan Kuperberg   |